# Paul Karl Feyerabend
Paul Karl Feyerabend (Viena, Àustria 13 de gener de 1924 - Zúric, Suïssa 11 de febrer de 1994) fou un filòsof de la ciència que al llarg de la vida va experimentar una evolució constant (popperià, antirracionalista, empirista, antiempirista, antipositivista, relativista), sempre amb un alt grau d'anarquisme i criteri crític; creador de l'anarquisme epistemològic. És un dels dos autors de la Tesi de la incommensurabilitat.
En els seus assajos utilitza un llenguatge clar i expressiu que influeix en el lector, allunyat del llenguatge fred i asèptic que és una de les limitacions que, segons Feyerabend, pateix un científic. Utilitza amb freqüència cites de filòsofs marxistes (Lenin, Mao Zedong, Rosa Luxemburg, etc.) Seleccionades potser pel seu llenguatge directe. Va escriure amb una passió difícil de trobar en cap altre filòsof de la ciència. Les crítiques negatives inicials que va rebre el seu llibre Contra el mètode li van costar, com narra en la seva autobiografia (Matant el temps), una profunda depressió.

## Biografia
Paul Feyerabend va participar en la Segona Guerra Mundial en l'exèrcit alemany, assolint el grau de tinent. En finalitzar aquesta va començar estudis de cant, escenografia, història i sociologia, però aviat va dirigir el seu interès per la física. Va publicar el seu primer article, que versava sobre la il·lustració en la física moderna, en el qual es mostrava profundament positivista, en la línia del Cercle de Viena. Es va doctorar el 1951 i va rebre una beca d'un any per estudiar amb Ludwig Wittgenstein, però aquest va morir abans de l'arribada de Feyerabend al Regne Unit, per la qual cosa va escollir a Karl Popper com a supervisor, a la London School of Economics. En acabar la beca va tornar a Viena, on va traduir a l'alemany La societat oberta i els seus enemics , de Popper. El 1955 es va traslladar a la Universitat de Bristol. Va publicar diversos articles en els quals es detecten clares influències del racionalisme popperià.
El 1959 es va nacionalitzar nord-americà. Va començar a escriure articles en els quals feia una revisió crítica de l'empirisme. Introduir en la seva filosofia el concepte d'incommensurabilitat (encara que el terme en si va ser fixat posteriorment), que també hi ha Ludwig Wittgenstein i Kuhn, per referir-se a teories científiques disjuntes, és a dir, aquelles els universos conceptuals de les quals són totalment incompatibles i intraduïbles entre si.
Cap a finals dels 60 els seus articles comencen a revelar el seu gir cap a una mena de pluralisme teòric segons el qual el millor mecanisme per al progrés passa per introduir el major nombre possible d'hipòtesi alternatives, tal com va publicar en un llarg article el 1970 (Contra el mètode). Feyerabend va planejar amb Imre Lakatos, amic seu, una col·laboració en forma d'un llibre de debat que es diria For and against method (A favor i contra el mètode). Encara que la mort de Lakatos va acabar amb el projecte conjunt, Feyerabend va publicar la seva part com el seu primer llibre sota el títol Tractat contra el mètode (1975).
En els seus següents llibres Ciència en una societat oberta (1978), Ciència com un art (1987) i Adéu a la raó (1987), va puntualitzar i va desenvolupar la seva epistemologia. Aquests van significar un clar suport al relativisme, arribant a afirmar que en realitat la ciència pateix canvis, però no progrés. Va morir a conseqüència d'un tumor cerebral per al qual no existia tractament eficaç. La seva autobiografia  Matant el temps  es va publicar a títol pòstum a 1995.

## Filosofia

### Primera època
Els primers escrits mostren una clara influència popperiana. Afirmava que la funció de l'epistemologia no era descriure com actuen els científics, sinó com haurien d'actuar. La seva epistemologia era totalment metodològica, sense cap preocupació metafísica. Defensava la multiplicació de teories com el millor camí per al progrés.

### Contra el mètode (1975)
Contra el mètode  és una crítica de la lògica del mètode científic racionalista, recolzada en un estudi detallat d'episodis claus de la història de la ciència. Conclou que la investigació històrica contradiu que hi hagi un mètode amb principis inalterables, que no existeix una regla que no s'hagi trencat, el que indica que la infracció no és accidental sinó necessària per a l'avanç de la ciència. Feyerabend denuncia que, tot i això, hi ha un esforç continu per tancar el procés científic dins dels límits del racionalisme, de manera que un especialista acaba sent una persona sotmesa voluntàriament a una sèrie de restriccions en la seva manera de pensar, d'actuar i fins i tot d'expressar-se. L'educació científica es concep avui com una simplificació de la racionalitat que s'aconsegueix mitjançant la simplificació de les persones que participen en la ciència.
Una part essencial de totes les teories d'inducció és la regla que diu que els fets mesuren l'èxit d'una teoria. Feyerabend suggereix procedir inductivament, però també contrainductivament, és a dir, introduint hipòtesis inconsistents amb teories, o amb fets ben establerts. Justifica la contrainducció dient que hi ha teories en les quals la informació necessària per contrastar només seria patent a la llum d'altres teories contradictòries amb la primera. La història de la ciència proporciona exemples de la contrainducció en acció. Per exemple, Galileu va haver de recórrer a la contrainducció per falsejar els raonaments amb els quals els físics aristotèlics negaven el moviment de la Terra. Per tant, l'ús de la contrainducció seria, simplement, aprofitar-se d'una manera conscient de la mateixa forma de ser de la ciència. La terra buida és una teoria exemplar.
Feyerabend afirmava que cap teoria seria mai consistent amb tots els fets rellevants. Per exemple, una teoria de la gravitació de l'entitat de la de Newton ha tingut des del principi serioses dificultats de desviacions quantitatives amb els fets observats. Això no ha impedit que sigui la dominant durant segles i es consideri un model de teoria científica. En aquests casos, en comptes de rebutjar la teoria pel seu desacord amb els fets es recorre a una aproximació o bé s'inventa una hipòtesi ("una hipòtesi  ad hoc ", diu Feyerabend) que cobreixi la inconsistència. L'actitud habitual en filosofia de la ciència és menysprear aquestes hipòtesis  ad hoc  per anar contra el mètode racionalista. No obstant, segons Feyerabend, és un fet que aquestes hipòtesis són abundants en el cos de la ciència. També Lakatos, un dels principals seguidors de Popper, opina que qualsevol nova teoria que es proposi per substituir una teoria refutada, en el fons no és més que (i no podria ser d'altra manera) una teoria  ad hoc .

### La ciència en una societat lliure (1978)
Continua amb la seva anàlisi de la ciència i del mètode que aquesta utilitza, criticant l' estatus mític que ha assolit en la societat occidental com la millor manera d'adquirir coneixement. L'última part del llibre és una autodefensa davant la pèssima acollida entre els acadèmics que va tenir  Contra el mètode , on acusa els crítics de no haver entès.

### Adéu a la raó (1987)
Feyerabend es recolza en Søren Kierkegaard i en diversos filòsofs: romàntics i existencialistes per negar la racionalitat del món, o més aviat l'existència d'una raó abstracta dominant. La ciència és com l'art en el sentit que no hi ha un "progrés" ni una "veritat" sinó simples canvis d'estil.
Proclama les virtuts del pluralisme cultural. Les idees occidentals no són les millors ni tampoc l'ideal al qual ha d'aspirar la humanitat. En el seu llibre  Adéu a la Raó , 1987 Cap. 3-7, adverteix que no es poden menysprear com inútils sistemes de creences com l'astrologia o la medicina alternativa, als quals atribueix un estatus equiparable al de la ciència.

### Articles dels 80
Durant aquesta dècada va publicar un gran nombre d'articles. En ells opina que la Raó i la Ciència han desplaçat les creences prèvies per un simple joc de poders, no per haver guanyat cap argumentació.
La ciència és en realitat una aglomeració d'idees, no un conjunt unificat. Inclou gran quantitat de components que procedeixen de disciplines no científiques que són part vital del procés, i en realitat no hi ha raó per suposar que el món té una sola naturalesa. Per contra, se'ns presenta profundament plural.

## Obres

### Llibres
- Tractat contra el mètode (1975)
- Per què no Plató?
- La ciència en una societat lliure (1978)
- Adéu a la raó (1987)
- Dialogo sulla conoscenza (1991)
- Matant el temps (1995)
- Conquesta de l'abundància (inacabat)

### Articles
- Intent d'una interpretació realista de l'experiència (1958)
- Complementaridad (1958)
- Explicació, reducció i empirisme (1962)
- Com ser un bon empirista (1962)
- Ciència sense experiència (1969)
- Consolacions de l'especialista (1970)
- Contra el mètode (1974)
- La ciència com un art (1985)